# .kz
.kz (Inglês: Kazakhstan) e .қаз (ccTLD IDN) são os códigos TLD (ccTLD) na Internet para o Cazaquistão, sendo o .kz criado em 1994 e delegado a RelcomSL Company e re-delegado em 2005 para a Association of IT Companies of Kazakhstan por meio do KazNIC.
O .қаз foi criado em 2012, como ccTLD, em IDN Cyrillic, com tecnologia punnycode (.xn--80ao21a).
Em ambos os ccTLD's, pode-se efetuar registros de domínios de 2° nível e 3° nível, por meio de categorias de domínios.

## Categorias do .kz
- .com.kz – Uso Comercial / Genérico
- .edu.kz – Entidades de Ensino
- .gov.kz – Entidades Governamentais
- .mil.kz – Entidades Militares
- .net.kz – Empresas de Internet
- .org.kz – Organizações não Governamentais.
- .kz - Uso Genérico

## Categorias do .қаз
- .мем.қаз – Entidades Públicas
- .бiл.қаз –  Instituições de Educação
- .ком.қаз – Uso Comercial
- .қау.қаз – Organizações não Governamentais
- .қор.қаз – Entidades de Defesa
- .бай.қаз – Empresas de Comunicação e Internet